# Bloomfield Hills
Bloomfield Hills é uma cidade localizada no estado americano de Michigan, no Condado de Oakland.

## Demografia
Segundo o censo americano de 2000, a sua população era de 3940 habitantes. 
Em 2006, foi estimada uma população de 3832, um decréscimo de 108 (-2.7%).

## Geografia
De acordo com o United States Census Bureau tem uma área de 12,9 km², dos quais 12,8 km² cobertos por terra e 0,1 km² cobertos por água.

## Localidades na vizinhança
O diagrama seguinte representa as localidades num raio de 8 km ao redor de Bloomfield Hills. 